# Épieds (Aisne)
Épieds és un municipi francès situat al departament de l'Aisne i a la regió dels Alts de França. L'any 2007 tenia 362 habitants.

## Demografia

### Població
El 2007 la població de fet d'Épieds era de 362 persones. Hi havia 136 famílies de les quals 19 eren unipersonals (15 homes vivint sols i 4 dones vivint soles), 53 parelles sense fills, 53 parelles amb fills i 11 famílies monoparentals amb fills.
La població ha evolucionat segons el següent gràfic:
Habitants censats

### Habitatges
El 2007 hi havia 157 habitatges, 134 eren l'habitatge principal de la família, 16 eren segones residències i 7 estaven desocupats. 153 eren cases i 3 eren apartaments. Dels 134 habitatges principals, 124 estaven ocupats pels seus propietaris, 7 estaven llogats i ocupats pels llogaters i 4 estaven cedits a títol gratuït; 2 tenien una cambra, 3 en tenien dues, 9 en tenien tres, 32 en tenien quatre i 88 en tenien cinc o més. 108 habitatges disposaven pel capbaix d'una plaça de pàrquing. A 54 habitatges hi havia un automòbil i a 73 n'hi havia dos o més.

### Piràmide de població
La piràmide de població per edats i sexe el 2009 era:
| Homes | Edats   | Dones |
| ----- | ------- | ----- |
| 0     | 95 o +  | 4     |
| 0     | 90 a 94 | 0     |
| 0     | 85 a 89 | 0     |
| 4     | 80 a 84 | 0     |
| 8     | 75 a 79 | 4     |
| 4     | 70 a 74 | 0     |
| 0     | 65 a 69 | 8     |
| 12    | 60 a 64 | 12    |
| 4     | 55 a 59 | 8     |
| 8     | 50 a 54 | 4     |
| 8     | 45 a 49 | 12    |
| 32    | 40 a 44 | 24    |
| 4     | 35 a 39 | 8     |
| 12    | 30 a 34 | 8     |
| 0     | 25 a 29 | 8     |
| 8     | 20 a 24 | 12    |
| 20    | 15 a 19 | 28    |
| 12    | 10 a 14 | 4     |
| 24    | 5 a 9   | 4     |
| 8     | 0 a 4   | 12    |

## Economia
El 2007 la població en edat de treballar era de 247 persones, 178 eren actives i 69 eren inactives. De les 178 persones actives 163 estaven ocupades (84 homes i 79 dones) i 15 estaven aturades (6 homes i 9 dones). De les 69 persones inactives 24 estaven jubilades, 23 estaven estudiant i 22 estaven classificades com a «altres inactius».

### Ingressos
El 2009 a Épieds hi havia 139 unitats fiscals que integraven 388 persones, la mediana anual d'ingressos fiscals per persona era de 20.720 €.

### Activitats econòmiques
Dels 15 establiments que hi havia el 2007, 9 eren d'empreses de construcció, 1 d'una empresa de comerç i reparació d'automòbils, 1 d'una empresa de transport, 1 d'una empresa d'hostatgeria i restauració i 3 d'empreses de serveis.
Dels 9 establiments de servei als particulars que hi havia el 2009, 2 eren paletes, 1 guixaire pintor, 1 fusteria, 3 lampisteries, 1 electricista i 1 empresa de construcció.
L'any 2000 a Épieds hi havia 9 explotacions agrícoles.

## Equipaments sanitaris i escolars
El 2009 hi havia una escola elemental integrada dins d'un grup escolar amb les comunes properes formant una escola dispersa.

## Poblacions més properes
El següent diagrama mostra les poblacions més properes.